# Bolesław I van Teschen
Bolesław I van Teschen (circa 1363 - 6 mei 1431) was vanaf 1405 hertog van de helft van Bytom en Siewierz, vanaf 1410 hertog van Teschen en de helft van Glogau en Ścinawa en van 1410 tot 1414 hertog van Toszek en Strzelin. Hij behoorde tot het huis Piasten.

## Levensloop
Hij was de tweede zoon van hertog Przemysław I Noszak van Teschen en Elisabeth van Bytom, dochter van hertog Bolesław van Bytom. In 1405 vertrouwde zijn vader hem wegens gezondheidsproblemen het bestuur van de helft van Bytom en Siewierz toe, net zoals het regentschap over het hertogdom Teschen.
De moord op zijn oudere broer in 1406, hertog Przemysław van Auschwitz, betekende een breuk met zijn vader. De reden hiervoor was dat Bolesław kort na de moord met Margaretha van Ratibor huwde, de zus van hertog Jan II van Ratibor, die de opdrachtgever was op de moord van zijn oudere broer. Zijn vader was heel erg tegen dit huwelijk gekant en zou zelfs gedreigd hebben om Bolesław te onterven als hij contact zou worden met de hertogen van Ratibor uit het huis Přemysliden. De dood van Margaretha kort na het huwelijk zou ervoor zorgen dat Bolesław en zijn vader zich in september 1407 verzoenden.
Bij de dood van zijn vader in 1410 erfde hij de districten Teschen, Toszek en Strzelin, net als de helft van de districten Glogau en Ścinawa. Daarnaast werd hij regent voor zijn minderjarige neef en enige zoon van zijn oudere broer, hertog Casimir I van Auschwitz.
Bolesławs tweede huwelijk in 1412 met Euphemia van Mazovië, dochter van hertog Ziemovit IV van Mazovië, kwam er waarschijnlijk op suggestie van koning Wladislaus II Jagiello van Polen, een oom langs moederkant van Euphemia. Wladislaus II zag namelijk de mogelijkheid om een dicht bondgenootschap te creëren tussen de Silezische hertogdommen en het koninkrijk Polen. Omdat Bolesław en Euphemia echter in de derde graad met elkaar verwant waren, moesten ze voor dit huwelijk de toestemming krijgen van de paus.
In 1414 werd zijn neef Casimir volwassen verklaard, waarmee die de heerschappij over het hertogdom Auschwitz in handen nam. Tegelijk schonk Bolesław hem het district Toszek. Casimir wilde echter meer en deze ambities veroorzaakten een conflict tussen Bolesław en zijn neef. Na bemiddeling van hertog Hendrik IX van Luben werd het conflict in 1416 uitgepraat en kreeg Casimir ook het district Strzelin aan zijn grondgebied toegevoegd.
Hoewel het hertogdom Teschen leengebied van het koninkrijk Bohemen was, steunde Bolesław het heersende huis Luxemburg niet in hun strijd om de Boheemse kroon. Hij onderhield daarentegen wel goede relaties met het koninkrijk Polen en de Boheemse stadsburgers. Tijdens de latere jaren van zijn bewind steunde hij Bohemen wel in de Hussietenoorlogen, maar Bolesław nam nooit effectief deel in deze oorlog. 
Wat zijn binnenlandse politiek betrof, stimuleerde Bolesław voornamelijk de ontwikkeling van steden. Zo schonk hij meerdere privileges aan verschillende steden, waaronder Bytom. De hoofdreden hiervoor was het gebrek aan geld in zijn schatkist. 
Bolesław stierf in 1431, waarna hij werd bijgezet in het dominicanenklooster van Teschen.

## Huwelijken en nakomelingen
Op 1 januari 1406 huwde Bolesław met Margaretha van Ratibor (circa 1380 - 1407), dochter van hertog Jan I van Ratibor. Hun huwelijk bleef kinderloos.
Op 20 november 1412 hertrouwde hij met Euphemia van Mazovië (circa 1395/1398 - 1447), dochter van hertog Ziemovit IV van Mazovië. Ze kregen vijf kinderen: 
- Alexandra (circa 1412 - na 1463), huwde met Ladislaus Garai, ban van Macsó en paltsgraaf van Hongarije
- Wenceslaus I (circa 1413 - 1474), hertog van Teschen
- Wladislaus (circa 1420 - 1460), hertog van Teschen en daarna hertog van Glogau en Ścinawa
- Przemysław II (circa 1422/1425 - 1477), hertog van Teschen en daarna hertog van Glogau en Ścinawa
- Bolesław II (circa 1425/1428 - 1452), hertog van Teschen en daarna hertog van Bytom